# Marie (film, 1993)
 (mars 2023).
Pour plus de détails, voir Fiche technique et Distribution.
Marie est un long-métrage belge réalisé par Marian Handwerker en 1993 avec Marie Gillain, Aurore Clément, Stéphane Ferrera, Sabrina Leurquin, Margarida Marinho et Bernard Graczyk.

## Fiche technique
- Titre : Marie
- Titre anglophone : Marie
- Réalisation : Marian Handwerker
- Scénario : Marian Handwerker, Luc Jabon
- Photo : Patrice Payen
- Montage : Denise Vindevogel
- Musique : Dirk Brossé
- Production : Saga Film
- Direction de production :
- Distribution :  Belgique
- Pays de production :  Belgique
- Langue : français
- Format : Couleur • 1,85:1 • 35mm
- Genre : drame
- Durée : 91 minutes
- Dates de sortie :
  - Belgique : 31 mars 1993
  - France : 3 août 1994

## Distribution
- Marie Gillain : Marie
- Aurore Clément : la mère de Marie
- Stéphane Ferrara : Paulo
- Sabrina Leurquin : Carine
- Margarida Marinho : Lucia
- Jorge Sousa Costa : Le curé
- Alessandro Sigona : Tonio
- Olivier Assouline : Le motard poète
- Bernard Breuse : L'autre motard
- Yves Degen : Le brigadier
- Jacques Docquier : Le policier
- Pedro Efe : Le douanier portugais
- Bernard Eylenbosch : Ben
- Jean-Michel Gigot : Le militaire
- Bernard Graczyk : Le camionneur suisse
- Maguy Jacqmin : La conductrice
- Adélaïde Joao : La grand-mère portugaise
- Arthur Martinès : Le cafetier portugais
- Bobette Jouret : La directrice du Home
- Robert Lemaire : Le policier dans les Pyrénées
- Pascal Lonhay : Le conducteur macho
- Laura Marine : La jeune femme abandonnée
- Sébastien Radovitch : Le barman
- Laurent Renard : Le jeune gendarme
- Bernard Sens : Le 3e gendarme
- Denise Schwab : La patronne de l'hôtel
- Jean-Christophe Quenon : Jean-Michel
- Gérard Vivane : Le médecin